# Botanischer Garten der Stadt Neuss

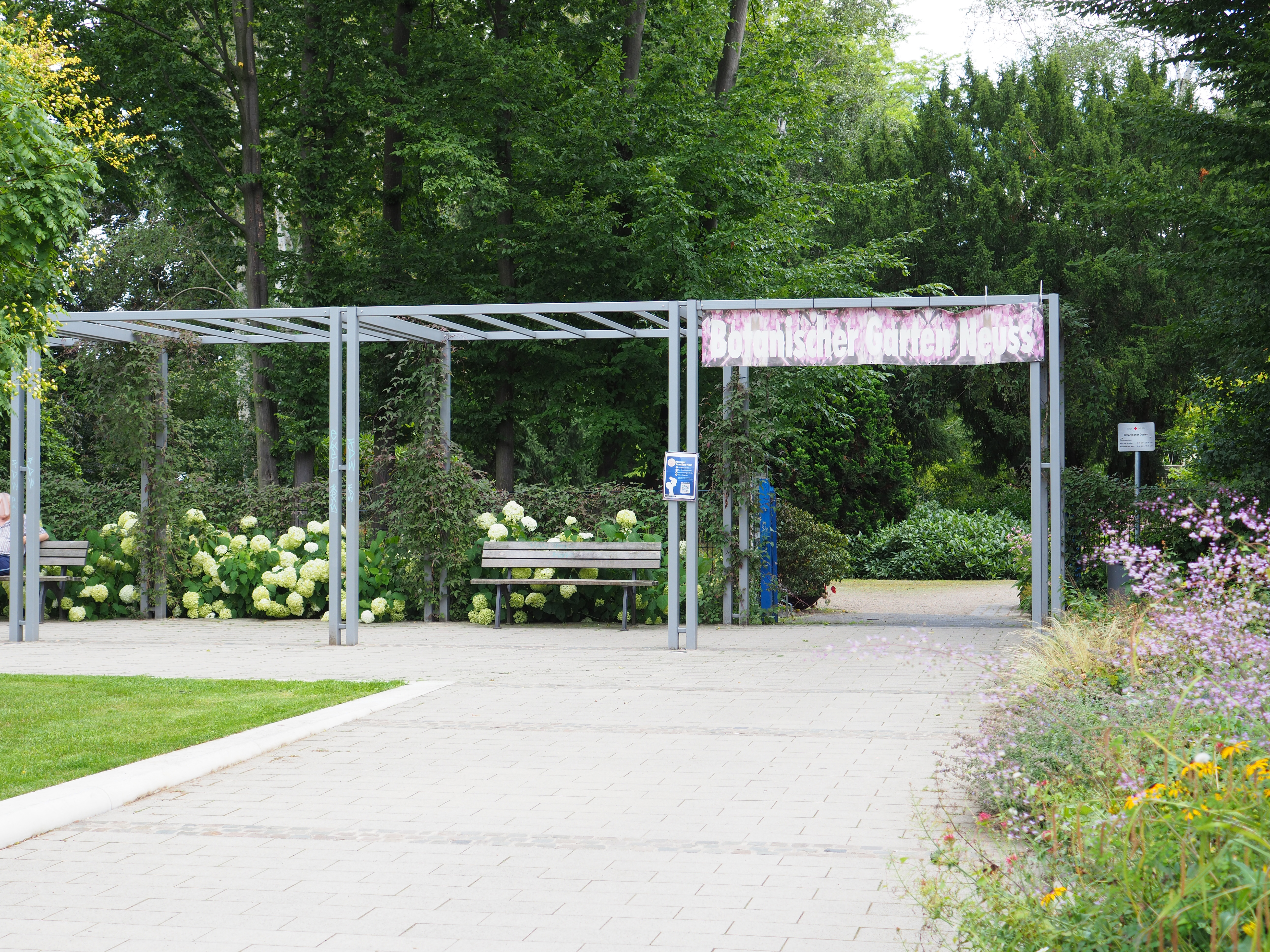
Botanischer Garten, Eingangsbereich Bergheimer Straße

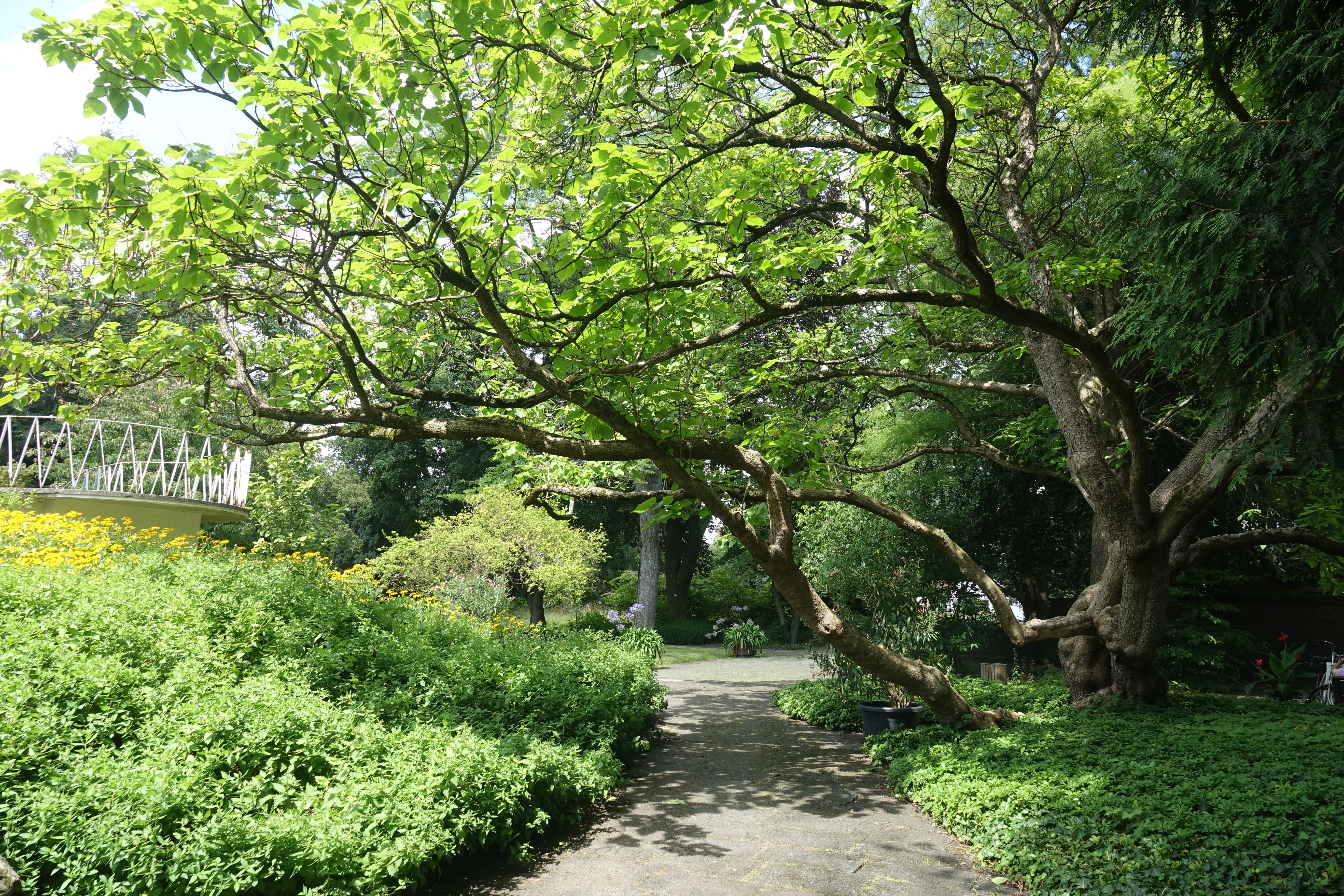
Botanischer Garten, Trompetenbaum

Der Botanische Garten der Stadt Neuss ist ein Botanischer Garten im Dreikönigenviertel von Neuss. Er befindet sich zwischen der Körnerstraße und der Bergheimer Straße und besitzt eine Fläche von etwa 1 Hektar. Der Garten wurde 1914 als botanischer Schulgarten eröffnet. Er ist tagsüber geöffnet.
Der Botanische Garten wird vom Verein „Freunde und Förderer des Botanischen Gartens Neuss“ gefördert.

## Geschichte
1906 begann der Bau der Stadtgärtnerei, auf deren Gelände ab 1914 der Botanische Schulgarten für pädagogische Zwecke eingerichtet wurde. Beiden Anlagen lagen Pläne des Gartendirektors Franz Kellermann zugrunde. Im Ersten Weltkrieg verwahrloste der Garten und wurde für die Anzucht und Kultur von Gemüse und Kartoffeln genutzt. Im Zweiten Weltkrieg verwahrloste der Garten; er wurde durch Bombeneinschläge zerstört und für die Kultivierung von Lebensmitteln genutzt. Ab 1948 wurde er wieder aufgebaut.
1961 erfolgte die offizielle Eröffnung des Botanischen Gartens und des Pflanzenschauhauses. 1999 wurde das Vogelschauhaus errichtet. 2004 wurden unter anderem in Zusammenarbeit mit der Naturschutzjugend NRW eine Kräuterspirale, Heilpflanzen- und Küchenkräuterbeete sowie Beete für Schüler angelegt. Per Ratsbeschluss vom 15. September 2000 wurde bekräftigt, den Garten zu erhalten und keine Teilflächen zu überbauen. Ein weiterer Ratsbeschluss aus 2001 sieht weitere Gestaltungsideen für den Fall des Freiwerdens von Flächen vor. 2013 schlug Oberbürgermeister Herbert Napp erneut eine Wohnbebauung für die Flächen vor, die durch die Schließung der städtischen Gärtnerei frei wurden. Nach intensivem Bemühen des Fördervereins, unterstützt von vielen Bürgern, beschloss der Rat 2014, den Botanischen Garten um die Fläche der alten Stadtgärtnerei zu erweitern.
Anfang Juni 2014 wurde der Garten vom Pfingststurm Ela heimgesucht, woraufhin dieser für ca. einen Monat schließen musste. 2016 traf die Stadt Neuss die Entscheidung, den Garten unter Denkmalschutz zu stellen. Mitte 2019 fanden erste Arbeiten auf dem Gelände der Gärtnerei statt. Aus Gründen der Kosteneinsparung wurde das Treibhaus zum Winter 2023/2024 aufgegeben.

## Exponate
Zum Pflanzenspektrum zählen:
- Blauglockenbaum
- Platane
- Tulpenbaum
- Tulpen-Magnolie
- Kobushi-Magnolie
- Schirm-Magnolie
- Ginkgo
- Blut-Buche
- Schwarz-Birke
- Papier-Birke
- Baum-Hasel
- Trauben-Eiche
- Hänge-Buche
- Sumpfzypresse
- Bitterorange
- Trompetenbaum
- Katsurabaum
- Urweltmammutbaum
- Gelbe Magnolie
- Chilenische Araukarie
- Hanfpalme
- Taschentuchbaum
- Eisenholzbaum
- Edle Tanne
- Riesenmammutbaum

Vorgestellt werden unter anderem ein Waldsaumbiotop und eine Lärchenwaldgesellschaft.
Im Pflanzenschauhaus gab es bis 2023 eine Tropenabteilung mit Ingwer, Bananen, Orchideen und Bromelien und anderen Arten.
Zu den Vogelarten in der Voliere und im Vogelschauhaus zählen Nymphensittiche, Wellensittiche, Unzertrennliche, Zwergwachteln, Rosengimpel, Zebrafinken, Ziegensittiche, Rosellasittiche.

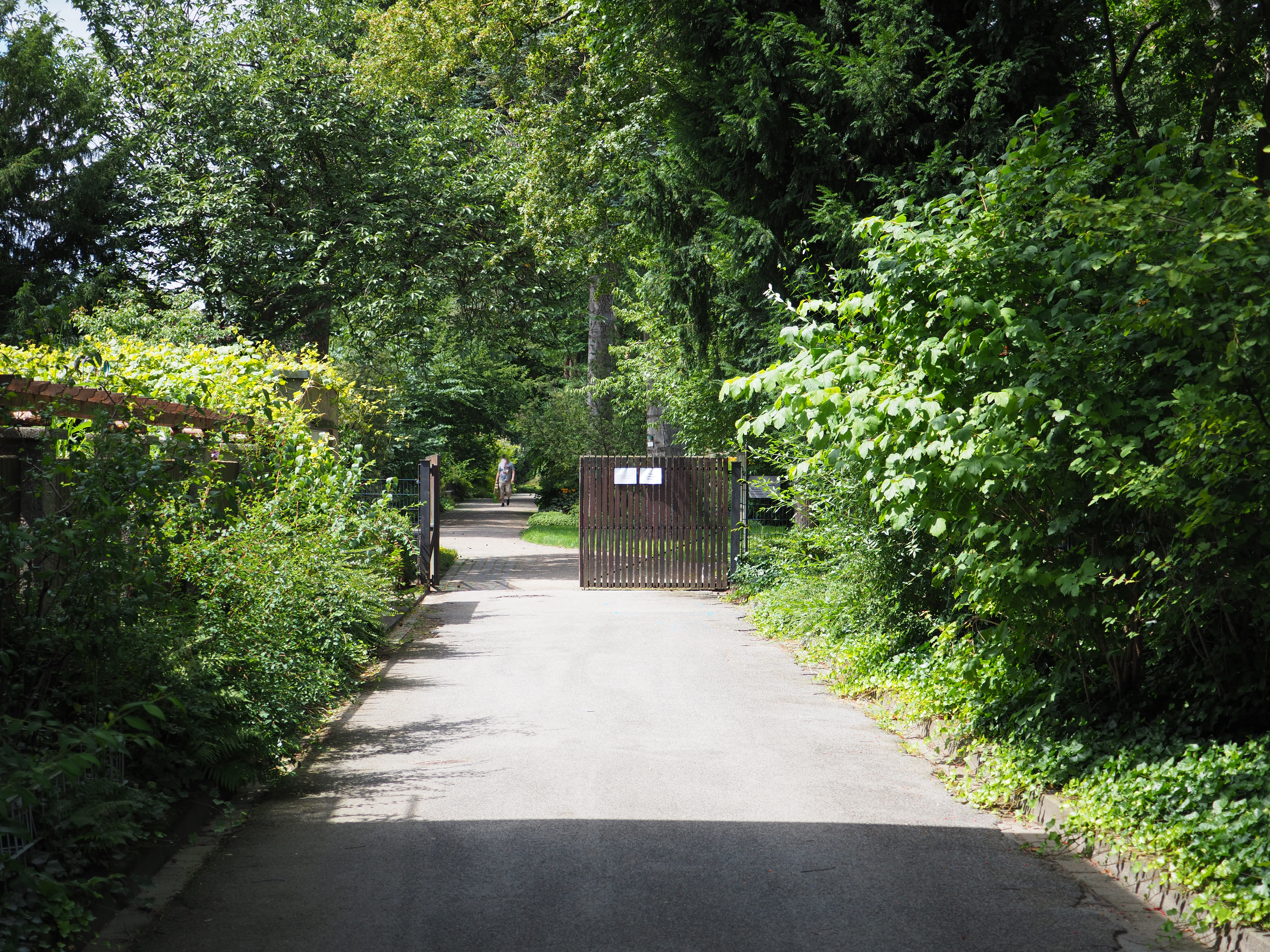
Botanischer Garten, Eingangsbereich Körnerstraße.
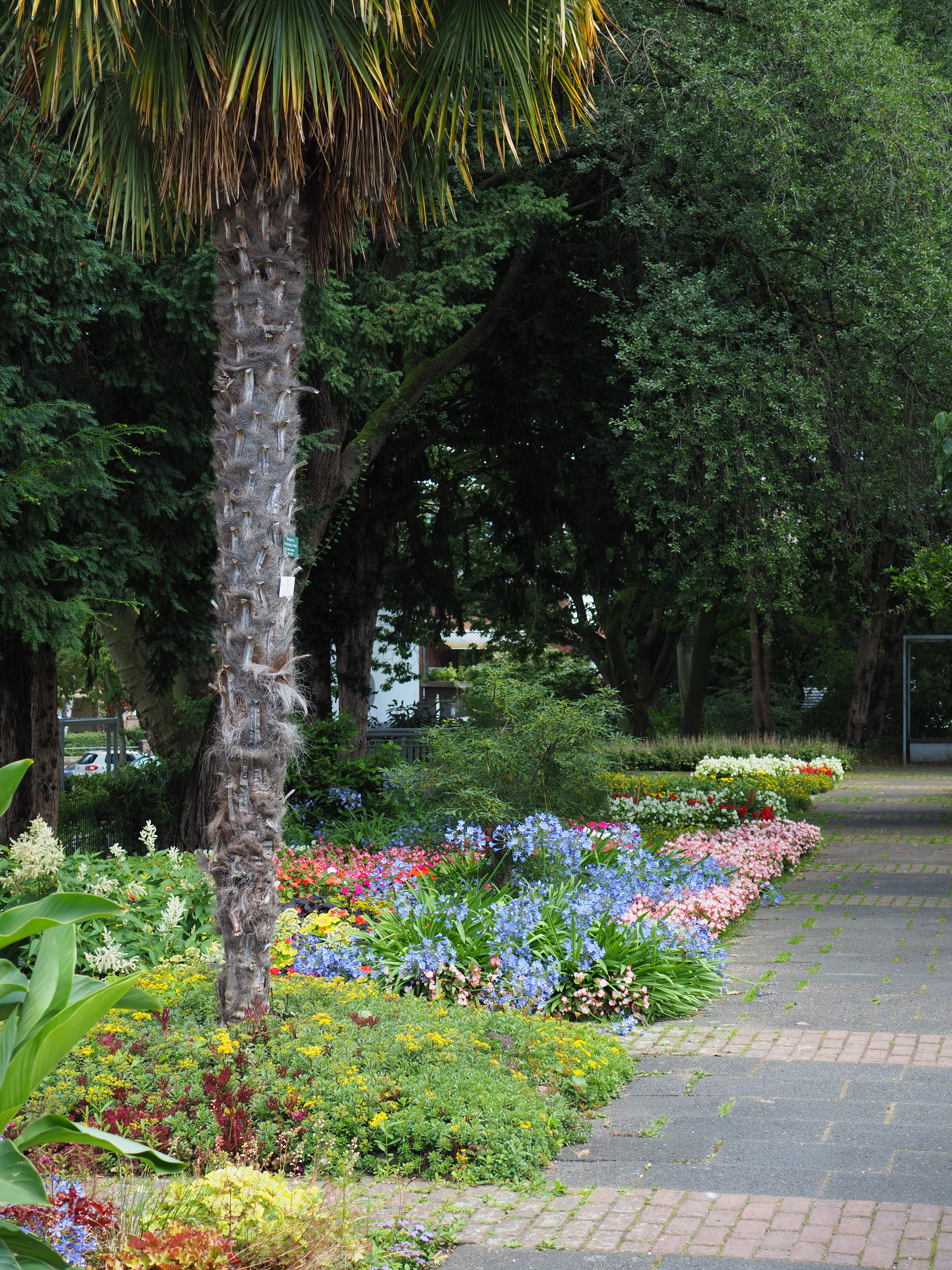
Botanischer Garten, Hanfpalme und Blumenbeete.
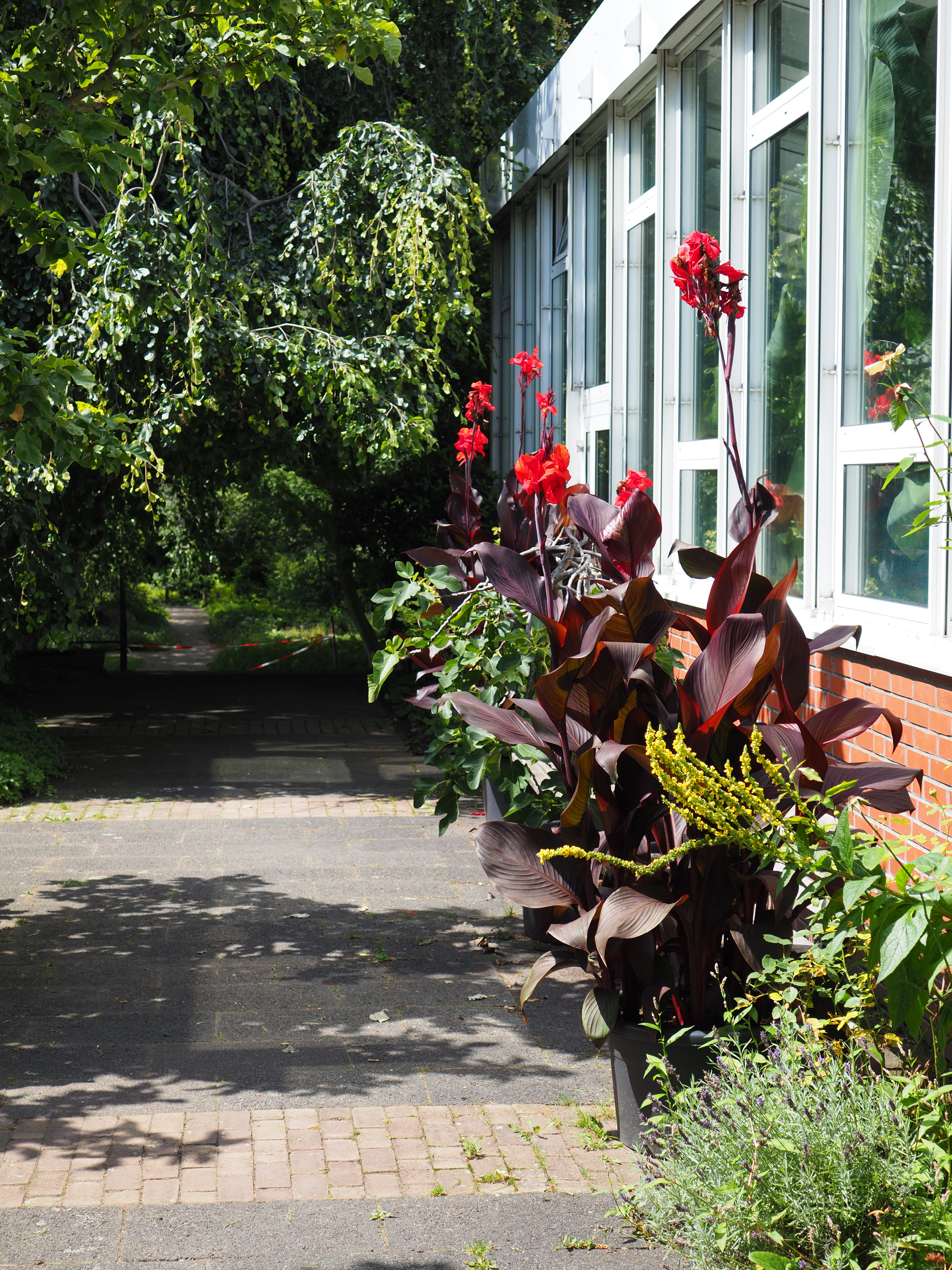
Botanischer Garten, Pflanzenschauhaus.
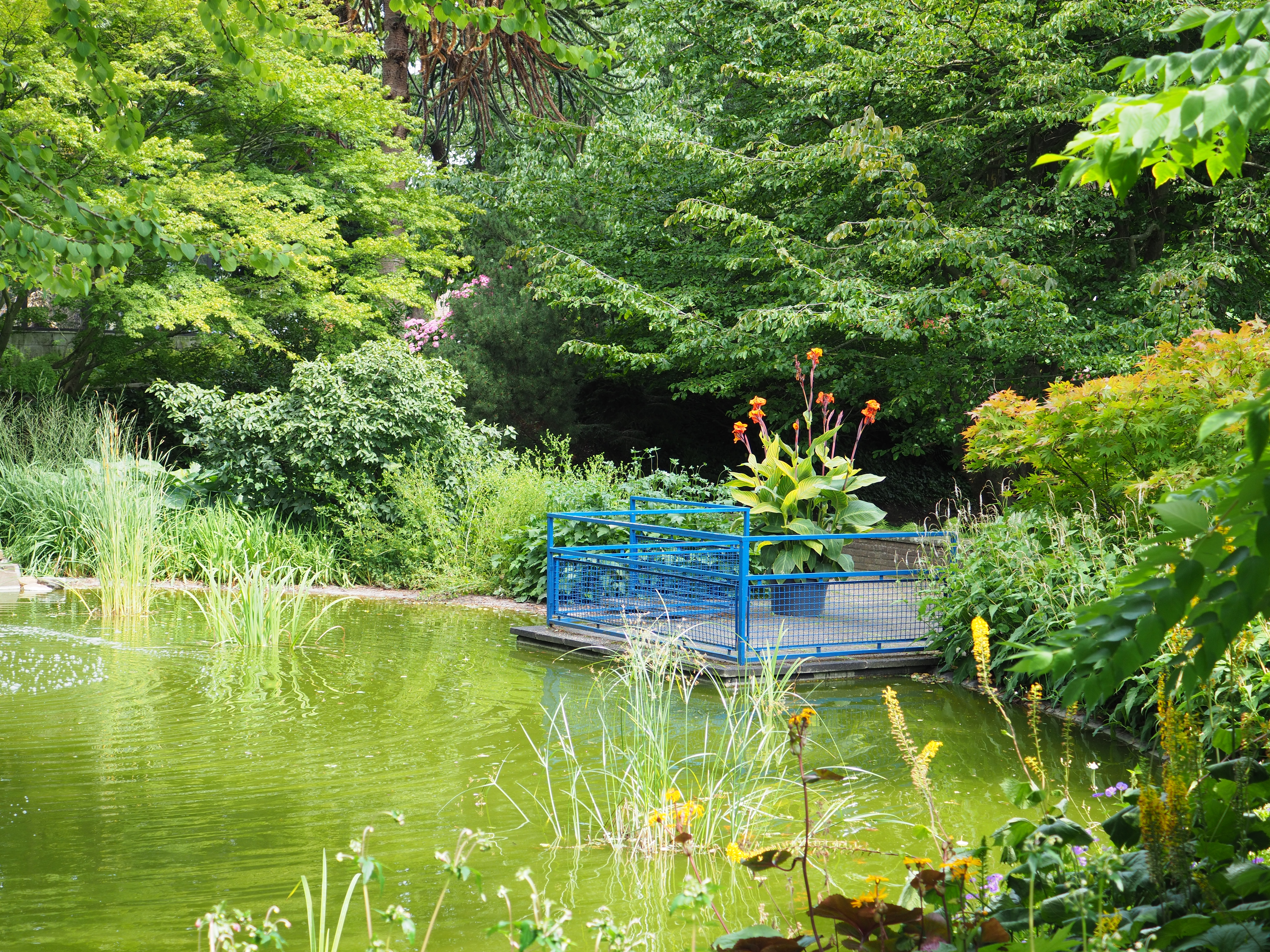
Botanischer Garten, Blick auf einen Teich.
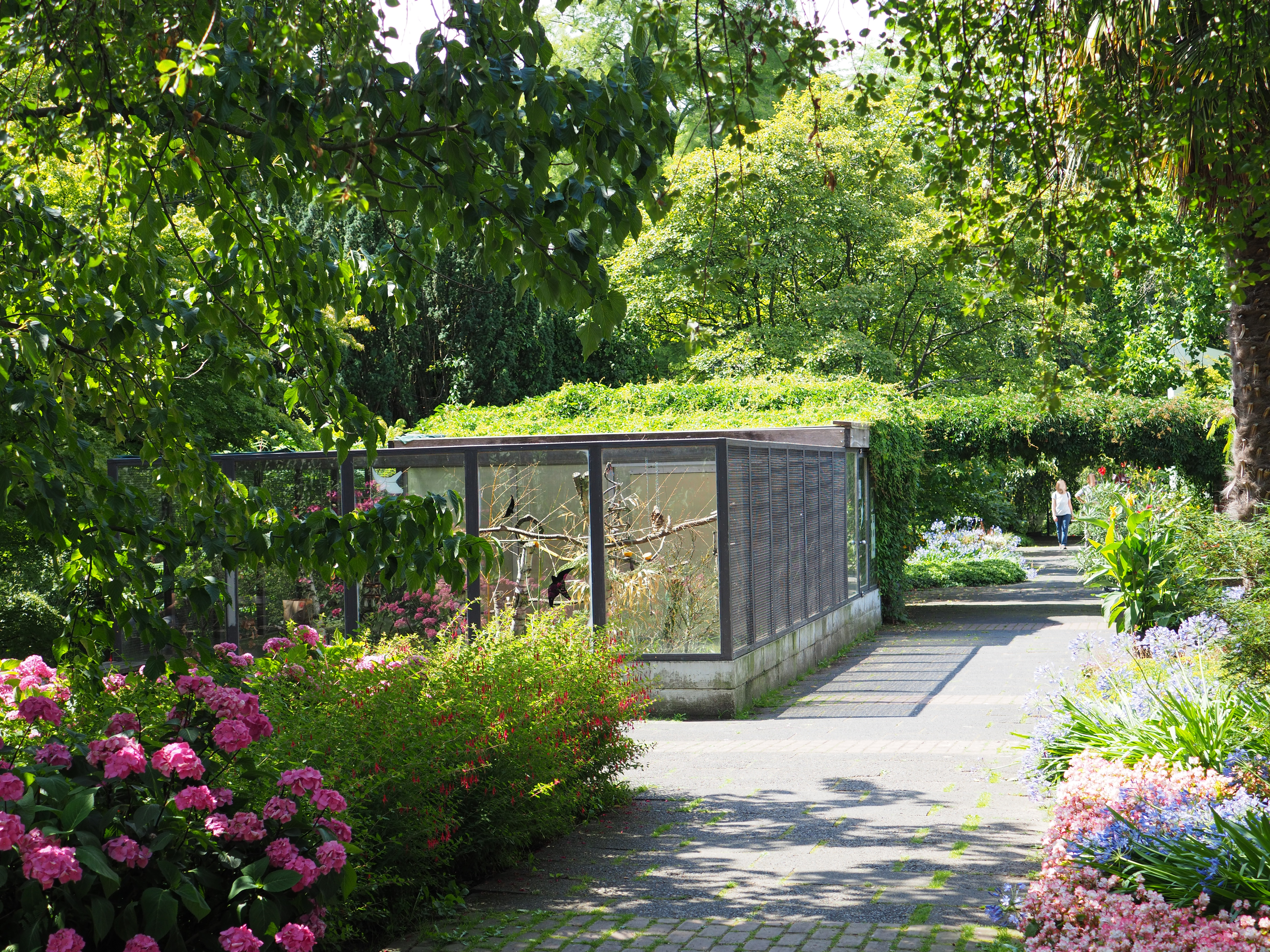
Botanischer Garten, Vogelschauhaus.
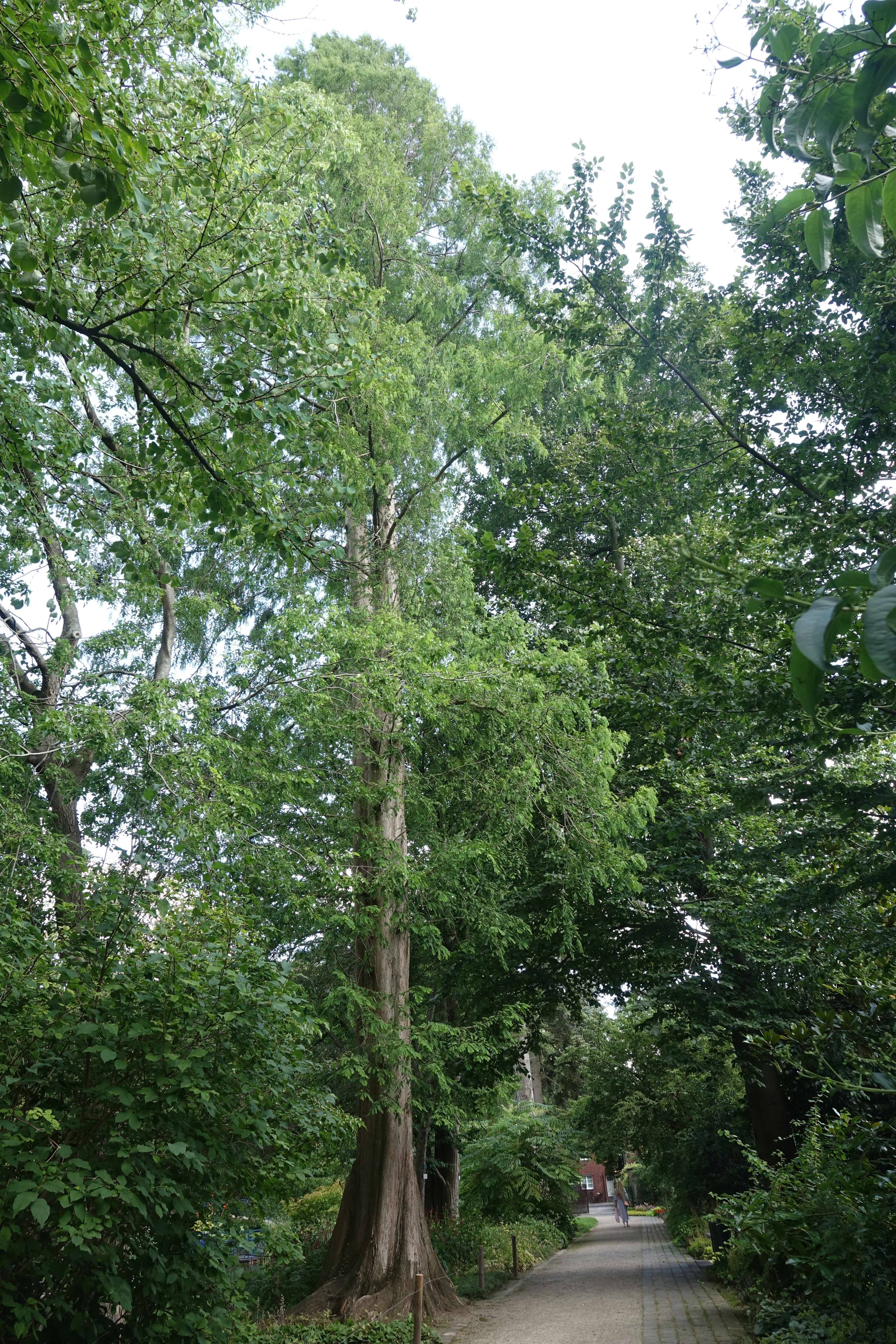
Botanischer Garten, Urweltmammutbaum.